# Миран Павлин
Миран Павлин (Крањ, 8. октобар 1971) је бивши словеначки професионални фудбалер који је играо на позицији везног играча.. Представљао је своју земљу на два велика турнира за која су се квалификовали, Европском првенству 2000. и Светском првенству 2002. Играо је за клубове као што су Олимпија, СЦ Фрајбург, Олимпијакос Никозија, АПОЕЛ, ФК Порто и Олимпија Љубљана.

## Играчка каријера

### Клубови
Миран је фудбалску каријеру започео у клубу Супернова. 1993. године прелази у Олимпију из Љубљане, за коју је играо три сезоне. Године 1996. каријеру је наставио у иностранству, где је играо за немачки Динамо, Фрајбург и Карлсруе, као и португалски Порто. затим се вратио у Олимпију, али је после само 6 мечева у сезони 2002/03 отишао на Кипар, где је играо за Олимпијакос из Никозије и АПОЕЛ а 2005. је по трећи пут прешао у Олимпију, за коју је играо до 2009. и постигао 34 гола на 64 меча. Од 2009. Павлин играо за Копар, где је и завршио каријеру.
Године 2009. Павлин се придружио ФК Копер на основу комбинованог фудбалског уговора између играча и директора. У својој првој сезони са Копром освојио је словеначку Прву лигу. Његова друга сезона тамо је почела лоше, после убедљивог пораза од 5 : 1 на гостовању од загребачког Динама у квалификацијама за Лигу шампиона, најавио је хитно повлачење, да би се недељу дана касније вратио у тим Копра на једну лигашку утакмицу против Рудара Велења. Убрзо, након још једног спора са руководством клуба око потписивања и одласка играча, он је потпуно напустио клуб.

### Репрезентација
Павлин је имао 63 наступа за сениорску репрезентацију Словеније између 1994. и 2004. године и постигао пет голова. Био је учесник ФИФА Светског првенства 2002. и УЕФА Еура 2000. Током реванш меча словеначког плеј-офа за Евро 2000. против Украјине, Павлин је голом обезбедио нерешено 1:1 и укупну победу и послала Словенију на њихов први велики турнир. Његов последњи међународни меч био је пријатељски меч у априлу 2004. у гостима против Швајцарске.

## Успеси

### Играчки
Олимпија Љубљана
- Првенство Словеније: шампион 1993–94, 1994–95.
  - Куп Словеније: првак 1995–96, 2002–03.

Порто
- Португалски куп: првак 2001–02.
- Португалски куп: четвртфинале 2000–01.[7]

 Копер
- Првенство Словеније: шампион 2009–10.